# ROKS Soyang
Le ROKS Soyang (AOE-51) est un navire d’appui au combat rapide de la marine de la république de Corée. Il est nommé d’après la rivière Soyang.

## Conception
Il a une longueur de 190 mètres et une largeur de 25 mètres. Le navire est capable d’embarquer un hélicoptère sur son hélisurface. Il transporte un seul lance-leurre Phalanx CIWS et MASS. Le déplacement du navire est d’environ 10105 tonnes et il a un équipage de 140 personnes. Il fonctionne à la fois avec des moteurs hybrides diesel et électriques à deux arbres d'hélice. Le navire a une vitesse maximale de 24 nœuds (44 km/h) et une autonomie de 5500 milles marins (10200 km) .

## Carrière
Le ROKS Soyang a été mis sur cale par Hyundai Heavy Industries le 13 juillet 2015, lancé le 28 octobre 1996 et mis en service le 18 septembre 2018. Le 7 septembre 2018, l’Administration du programme d'acquisition de la défense a annoncé que Hyundai Heavy Industries avait livré le ROKS Soyang à la marine de la République de Corée.
Le 17 novembre 2020, le ROKS Soyang a transféré des fournitures médicales au BRP Conrado Yap (PS-39) au large de Manille, aux Philippines. Pendant l’échange, le Soyang a envoyé trois bateaux rapides chargés de masques et de désinfectant pour la prévention du Covid-19 au sein du navire de la marine philippine,.
Le 6 novembre 2022, une revue internationale de la flotte s’est tenue dans la baie de Sagami pour commémorer le 70e anniversaire de la création de la Force maritime d'autodéfense japonaise (JMSDF). 20 navires de la JMSDF et 18 navires de 12 pays étrangers y ont participé. La Corée du Sud a envoyé le ROKS Soyang.